# Крашев (Лодзький-Східний повіт)
Крашев (пол. Kraszew) — село в Польщі, у гміні Андресполь Лодзький-Східного повіту Лодзинського воєводства.
Населення — 462 особи (2011).

## Демографія
Демографічна структура станом на 31 березня 2011 року:
|          | Загалом | Допрацездатний вік | Працездатний вік | Постпрацездатний вік |
| -------- | ------- | ------------------ | ---------------- | -------------------- |
| Чоловіки | 210     | 43                 | 153              | 14                   |
| Жінки    | 252     | 30                 | 159              | 63                   |
| Разом    | 462     | 73                 | 312              | 77                   |